# Грушевое дерево
«Грушевое дерево» (перс. درخت گلابی‎) — фильм иранского режиссёра Дариюша Мехрджуи, снятый в 1998 году.

## Сюжет
Главный герой Махмуд — писатель, поэт, философ. Он пытается начать работу в уединении над новой книгой, которая не пишется уже несколько лет, хотя её ожидают многие.
Ему постоянно мешает садовник, обеспокоенный тем, что грушевое дерево не хочет приносить плоды.
Садовник в очередной раз приходит со старейшиной деревни, и они наталкивают героя на воспоминания о детстве, которое он провёл в этих местах летом, и о первой любви.
Махмуду было 12 лет, а «М» (Мим) на несколько лет старше.
Махмуд всюду следует за ней, выполняет все её приказы, пишет стихи, посвящённые «М».
«М» с роднёй уезжает от их дома, даже не попрощавшись с Махмудом.
Зимой Махмуд заболевает, и «М» навещает его вместе с матерью. Это последний раз, когда они видятся. «М» уезжает к отцу в Париж.
Садовник со старостой, лесорубами и Махмудом приходят к дереву и уговаривают его плодоносить.
«М» пишет ему письма, но Махмуд, увлёкшись политикой и идеями Марксизма, не отвечает ей. Его арестовывают. В тюрьме он узнаёт от родственника «М», что она покончила жизнь самоубийством.
Махмуд садится у грушевого дерева и медитирует.
Фильм снят в жёлто-зелёных тонах, за исключением чёрно-белых сцен из политического прошлого Махмуда.

## В ролях
Гольшифте Фарахани

## Съёмочная группа
- Режиссёр: Дариюш Мехрджуи